# インドの仕置人
『インドの仕置人』（インドのしおきにん、原題：Indian）は、1996年のインドのタミル語ヴィジランテ映画。シャンカルが監督、A・M・ラトナムがプロデューサーを務めている。主演のカマル・ハーサンが1人2役を務め、マニーシャ・コイララ、ウルミラ・マトンドカール、スカニヤ、ガウンダマニが共演している。
インド社会の不正に怒り政治家や官僚を殺害する男と、殺害対象となった彼の息子を描いている。彼は映画の中で、「ヴァルマ・カライ」という格闘技を披露しており、この演技はアサン・R・ラジェンドランが指導している。映画は興行的な成功を収めて批評家からも好評されておりアカデミー外国語映画賞インド代表作品に選出されたが、ノミネートされるまでには至らなかった。国内では国家映画賞で3部門を受賞し、さらにフィルムフェア賞、タミル・ナードゥ州映画賞を受賞した。ヒンディー語吹替版は「Hindustani」のタイトルで公開され、テルグ語吹替版は「Bharatheeyudu」のタイトルで公開された。

## キャスト
- セナパティ、チャンドゥ - カマル・ハーサン
- アムリタヴァリ - スカニヤ（英語版）
- イスワリャ - マニーシャ・コイララ（声：ローヒニ（英語版））
- スワプナ - ウルミラ・マトンドカール（声：バーヌプリヤー）
- スッバイアー - ガウンダマニ（英語版）
- パンニールセルヴァム - センディル
- クリシュナスワミー - ネドゥムディ・ヴェーヌ（声：ナーサル）
- カーシュリ - カーシュリ（英語版）
- パルタサラティ - クレイジー・モーハン（英語版）
- トラック運転手 - オマクチ・ナラシマン（英語版）
- 独立運動家 - アジャイ・ラトナム（英語版）

## 製作

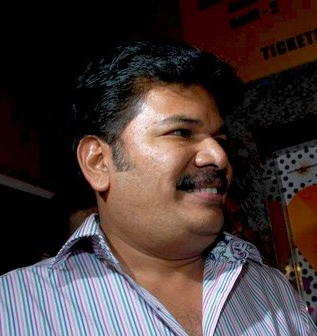
シャンカル

1995年6月、A・M・ラトナムは新作映画を製作するため、『Gentleman』『Kadhalan』で成功を収めたシャンカルを監督に招き、主演としてカマル・ハーサンを起用した。映画は著名な独立運動家スバス・チャンドラ・ボースの人生を基にしている。シャンカルはアイシュワリヤー・ラーイをヒロイン役に起用して映画を彼女のデビュー作にしようと考えたが、彼女のエージェントからは1995年10月まで出演契約は受け付けられないと返答されている。その後、『ボンベイ』に出演したマニーシャ・コイララがヒロイン役に選ばれた。ハーサンの年齢に合わせてラーディカー・サラトクマールにオファーを出していたが、彼女はテレビ番組への出演の関係でオファーを受けることができなかった。また、ウルヴァシーは妹の結婚式の日程の関係で出演できなくなり、代わりにスカニヤが起用された。ボリウッドの女優ウルミラ・マトンドカールは、その演技力と1995年の出演作品『Rangeela』の成功を受け、映画への出演が決まった。ナーサルは重要キャラクターに起用される予定だったが、彼は多忙のためオファーを受けることができず、代わりにネドゥムディ・ヴェーヌが起用された。ハーサンとスカニヤのメイクを担当するため、ハリウッドのメイクアップアーティストのマイケル・ウェストモアが起用された。
製作に入るに当たり、シャンカルは新技術と新しく購入したカメラについて学ぶためラスベガス・バレーを訪れている。また、彼は撮影監督ジーヴァーと音楽監督A・R・ラフマーンを連れてオーストラリアを訪れてロケーション・ハンティング及び作曲を行った。映画の撮影中は厳格な機密保持の方針が出され、特にジャッキー・シュロフが撮影場所を訪れて追い返されてからは一層徹底された。歌パートはプラサード・スタジオでハーサン、マトンドカール及びボンベイの70人のモデルを集めて撮影された。これに対し、映画ダンサー組合はタミル・ダンサーを出演させるべきだったと抗議し、シャンカルは混乱を避けるため組合に損害金を支払っている。ハサーンとコイララの歌パートは、シドニー・オペラハウス近郊とキャンベラで15日間かけて撮影された。フラッシュバック・ソングはシェンジでハーサンとスカニヤ、ダンサー400人とエキストラ1000人を集めて撮影され、別の歌シーンはジョードプルで撮影された。グラフィック・デザイナーのヴェンキーは、ボースとセナパティが登場するシーンが最も製作の中で困難なシーンだったと語っている。彼によるとアーカイブから提供されたボースが登場するフィルムの汚れを除去した後、ハーサンの登場シーンを合成して2人が行進するシーンを製作したという。
D・ダナンジャヤンは製作費について8000万ルピー、Rediff.comは1億5000万ルピーと主張している。ヴァイバヴィ・メルチャントが振付を担当した「Akadanu Naanga」のシーンだけで1500万ルピーの予算が投じられた。

## 評価

### 批評
映画は批評家から好評され、南インドではヒット作となった。インディア・トゥデイはシャンカールの脚本を称賛し、「愛国的、反体制的、その他の商業的な映画成分がミックスされたシャンカールの新作は、南インドにおいて拍手を以て迎えられました」「映画の真の勝者は、俳優の顔を変える効果的なメイクアップ技術です」と批評している。他の批評家からは「『インドの仕置人』は、シャンカルのメッセージの有効性と映画のエンターテインメント性という点で、彼の努力の価値が現れている」「映画がカマルの高齢の独立戦士としての偉大な演技と印象的な特殊効果、贅沢な歌のシーンだけではなく、力強いメッセージを特徴としている」と批評している。

### 受賞
| 映画賞                                  | 部門                       | 対象               | 結果 |
| --------------------------------------- | -------------------------- | ------------------ | ---- |
| 第44回国家映画賞                        | 主演男優賞                 | カマル・ハーサン   | 受賞 |
| 第44回国家映画賞                        | 美術賞                     | トーッター・ダラニ | 受賞 |
| 第44回国家映画賞                        | 特殊効果賞                 | S・T・ヴェンキー   | 受賞 |
| 第44回フィルムフェア賞 南インド映画部門 | タミル語映画部門主演男優賞 | カマル・ハーサン   | 受賞 |
| 第44回フィルムフェア賞 南インド映画部門 | タミル語映画部門作品賞     | A・M・ラトナム     | 受賞 |
| タミル・ナードゥ州映画賞                | 作品賞                     | A・M・ラトナム     | 受賞 |
| タミル・ナードゥ州映画賞                | 主演男優賞                 | カマル・ハーサン   | 受賞 |

## 続編構想
2011年、ラトナムは腐敗撲滅運動を行う社会活動家アンナ・ハザレの活躍を見て、『インドの仕置人』の続編製作を企画した。2017年9月、ディル・ラージュが新たにプロデューサーとして参加して続編を製作することが発表され、シャンカルとハーサンが引き続き参加することも発表された。製作はハーサン主演作『Vishwaroopam II』『Sabaash Naidu』の製作が終了してから開始される。翌10月、ラジュはライカー・プロダクションズ製作の企画に参加するためプロデューサーを降板した。